# Giovanni Papini
Giovanni Papini (Florença, 9 de janeiro de 1881 – Florença, 8 de julho de 1956) foi um escritor italiano.
Inicialmente cético, passou a católico fervoroso. Sua obra O Diabo foi tema de grandes discussões e controvérsias. A crítica europeia é de opinião que sua melhor obra é Gog, uma coletânea de contos filosóficos, escritos num estilo satírico.
Escreveu também Um Homem Acabado (autobiografia), Palavras e Sangue (traduzido no Brasil pelo poeta gaúcho Mario Quintana) e Juízo Universal (seu último livro, publicado postumamente).
Entre as obras religiosas contam-se História de Cristo, Cartas do Papa Celestino VI, O juízo final.
Foi um dos fundadores e editor da revista Il Leonardo, uma publicação importante do início do século XX na Itália, em que colaboraram grandes intelectuais da época (Giuseppe Prezzolini, Arturo Reghini, Giuseppe Antonio Borgese, Emilio Cecchi): revista que se tornou um arauto do Pragmatismo Magico. Dirigiu também as revistas La Voce (1908-1913), Lacerba (1913-1915) e La Vera Italia (1919-1920), todas elas consideradas publicações de vanguarda.

## Outras obras de Papini
- O trágico cotidiano (contos)
- O piloto cego (contos)
- O crepúsculo dos filósofos (crítica)
- Memórias de Deus (ensaios)
- A outra metade (ensaios)
- Santo Agostinho (estudo sobre a psicologia da conversão)
- Dante vivo
- História da literatura italiana
- O livro negro (continuação do diário de Gog)
- O Juízo Final
- O Diabo
- Bibliografia Selecta:
- Giovanni Papini - Opere, dal Leonardo al Futurismo. Ed. por Luigi Baldacci. Milano, Arnoldo Mondadori Editore, 1977.
- Giovanni Papini - Lo Specchio Che Fugge (contos) -ed. por Jorge Luis Borges. Franco Maria Ricci Editore, Parma.
- Vintila Horia - Papini. Paris, 1963 (ed.it.: Roma, Volpe Editore, 1972).